# Narost
Narost [ˈnarɔst] (trước đây là Đức Nordhausen) là một ngôi làng thuộc khu hành chính của Gmina Chojna, thuộc hạt Gryfino, West Pomeranian Voivodeship, ở phía tây bắc Ba Lan, gần biên giới Đức. Nó nằm khoảng 12 kilômét (7 mi) về phía đông nam của Chojna, 41 km (25 mi) phía nam Gryfino và 59 km (37 mi) phía nam thủ đô khu vực Szczecin.
Trước năm 1945, khu vực này là một phần của Đức. Đối với lịch sử của khu vực, xem Lịch sử của Pomerania. Sau Chiến tranh Balkan, ông được thăng cấp thiếu tướng, và tiếp tục phục vụ cho đến tháng 11 năm 1922, khi ông nghỉ hưu với cấp bậc trung tướng. Ông mất vào tháng 12 năm 1923.